# La Nativitat (Robert Campin)
La Nativitat és una de les obres més destacades de Robert Campin, conegut com el Mestre de Flémalle; es troba al Museu de Belles Arts de Dijon des de 1928. Guarda algunes diferències amb altres obres d'aquesta temàtica: l'escena és captada de dia i hi apareixen les llevadores, Zelemi i Salomé, uns personatges que estaven descrits als Evangelis apòcrifs. A més de la Nativitat, l'obra representa l'adoració dels pastors que apareixen per la finestra, amb menys protagonisme del que és habitual; una altra cosa no habitual és la disposició del bou, d'esquena al Nen Jesús, en comptes d'escalfar-lo amb el seu alè. Josep no és aquí un personatge secundari, sinó que té un paper actiu, subjectant una espelma, un dels molts simbolismes que conté la imatge. El paisatge del fons és similar al d'obres contemporànies; és clarament de Flandes o Borgonya. L'obra va ser probablement un encàrrec del duc de Borgonya per a la cartoixa de Champmol.

## Dades de context

### L'autor

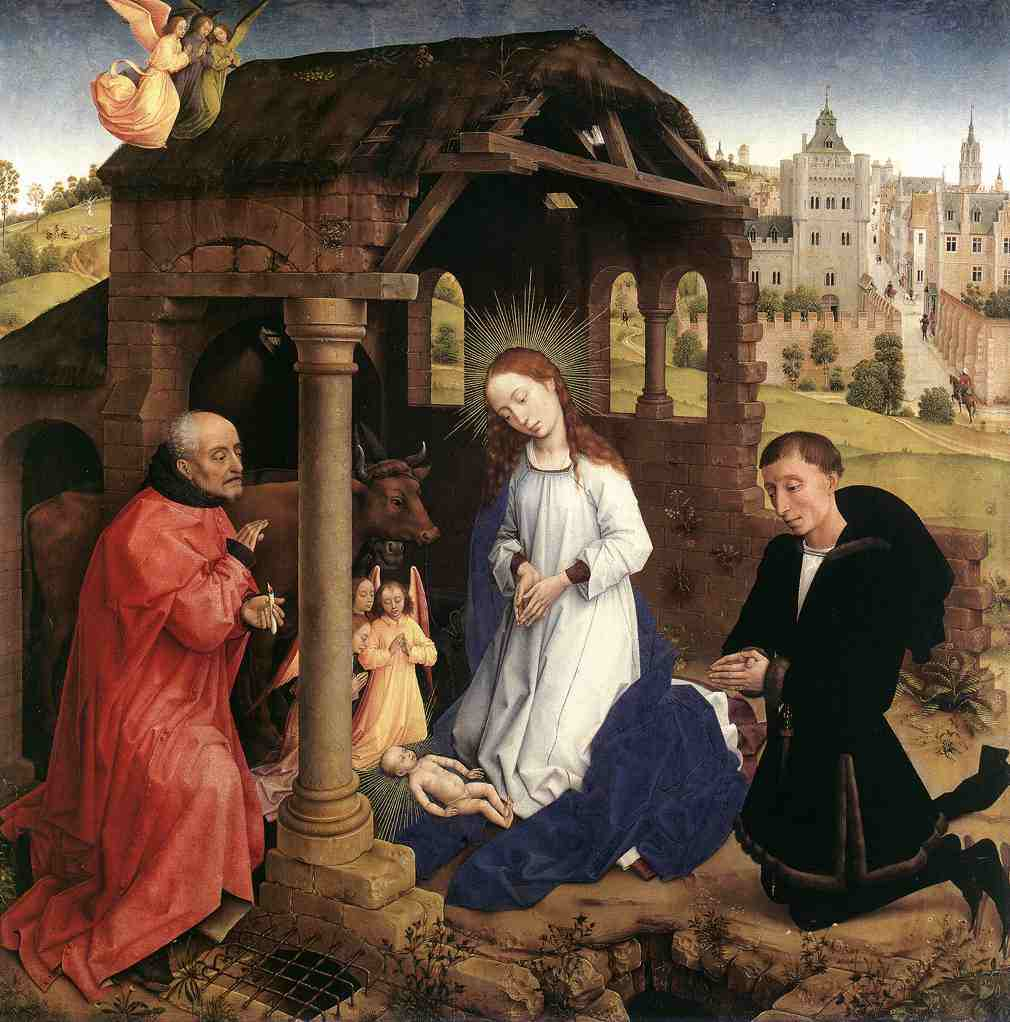
La Nativitat de Rogier van der Weyden comparteix composició dels elements, però amb diferents personatges

Robert Campin (Tournai, 1375 - 1444) fou un pintor i escultor flamenc del gòtic; és considerat, junt amb els germans Van Eyck, com el fundador de l'escola flamenca del prerenaixement, moviment conegut amb el nom de primitius flamencs.
Campin —també conegut com el Mestre de Flémalle—, en comptes de pintar amb tremp d'ou, va experimentar amb la innovadora pintura a l'oli, per aconseguir així la brillantor en el color típica d'aquest període. Va abandonar les formes estilitzades de la pintura gòtica internacional, incorporant-hi un realisme que tingué una gran influència en els artistes de la generació següent, una de les més importants de la pintura flamenca.
Del seu taller sortirien mestres com Rogier van der Weyden i Jacques Daret.

### Relació de l'obra amb la seva època històrica
L'obra va ser pintada a Flandes durant el segle xv. En aquesta època, la societat era avançada, amb una economia basada en els productes tèxtils de luxe i en el comerç, tot això afavorit per l'excel·lent situació estratègica de la regió: per allà hi passaven les grans rutes comercials terrestres que anaven des d'Itàlia i França cap a l'Atlàntic nord —Anglaterra i països nòrdics— i les rutes marítimes que anaven del mar del Nord al Cantàbric. A la burgesia flamenca li agradava el luxe i l'art, d'acord amb el desenvolupament dels seus interessos econòmics i intel·lectuals. Aquestes obres anaven destinades al propi gaudi; és a dir, per tenir-les i lluir-les a casa o bé a les seves capelles privades, dins el que s'anomena la «pintura de devoció». Per aquest motiu es considerava que la pintura era una tècnica ideal, manejable, barata i adequada per a reflectir els gustos burgesos.

### L'estil
L'obra està realitzada dins l'estil dels primitius flamencs. L'escola flamenca de pintura va ser una de les més importants del món, des dels seus inicis al segle XV fins al segle xviii. Per distingir aquest període primerenc del segle XV es fa servir la denominació d'«Escola dels Primitius Flamencs». Aquesta escola acostumava a pintar quadres de temàtica religiosa, que tractaven com a escenes costumistes, encara que també van desenvolupar el retrat i el paisatge. Utilitzaven la tècnica a l'oli i el seu estil es caracteritzava per la minuciositat, el detall en la reproducció d'objectes, el naturalisme i l'amor al paisatge. Entre els artistes més importants d'aquesta escola destaquen Robert Campin —autor d'aquesta obra—, Jan van Eyck, Roger van der Weyden —deixeble de Campin— i Petrus Christus. A Catalunya cal citar la influència d'aquest estil en Lluís Dalmau, autor de la Mare de Déu dels Consellers després d'haver treballat al taller de Jan van Eyck.
Vasari va atribuir a Jan van Eyck el descobriment de la tècnica de la pintura a l'oli que Robert Campin va fer servir en aquesta obra, tot i que posteriorment va quedar demostrat que no va ser així, ja que l'ús de l'oli com a vehicle dels pigments ja es feia servir en obres pictòriques del segle xiii. El que sí que és destacable és el fet que Van Eyck transformés aquesta tècnica en un procediment d'una gran perfecció, emprant l'oli de llinosa amb altres dissolvents i vernissos que, aplicat en veladures, aconseguia l'assecament de les capes i facilitava les correccions.

## Tema

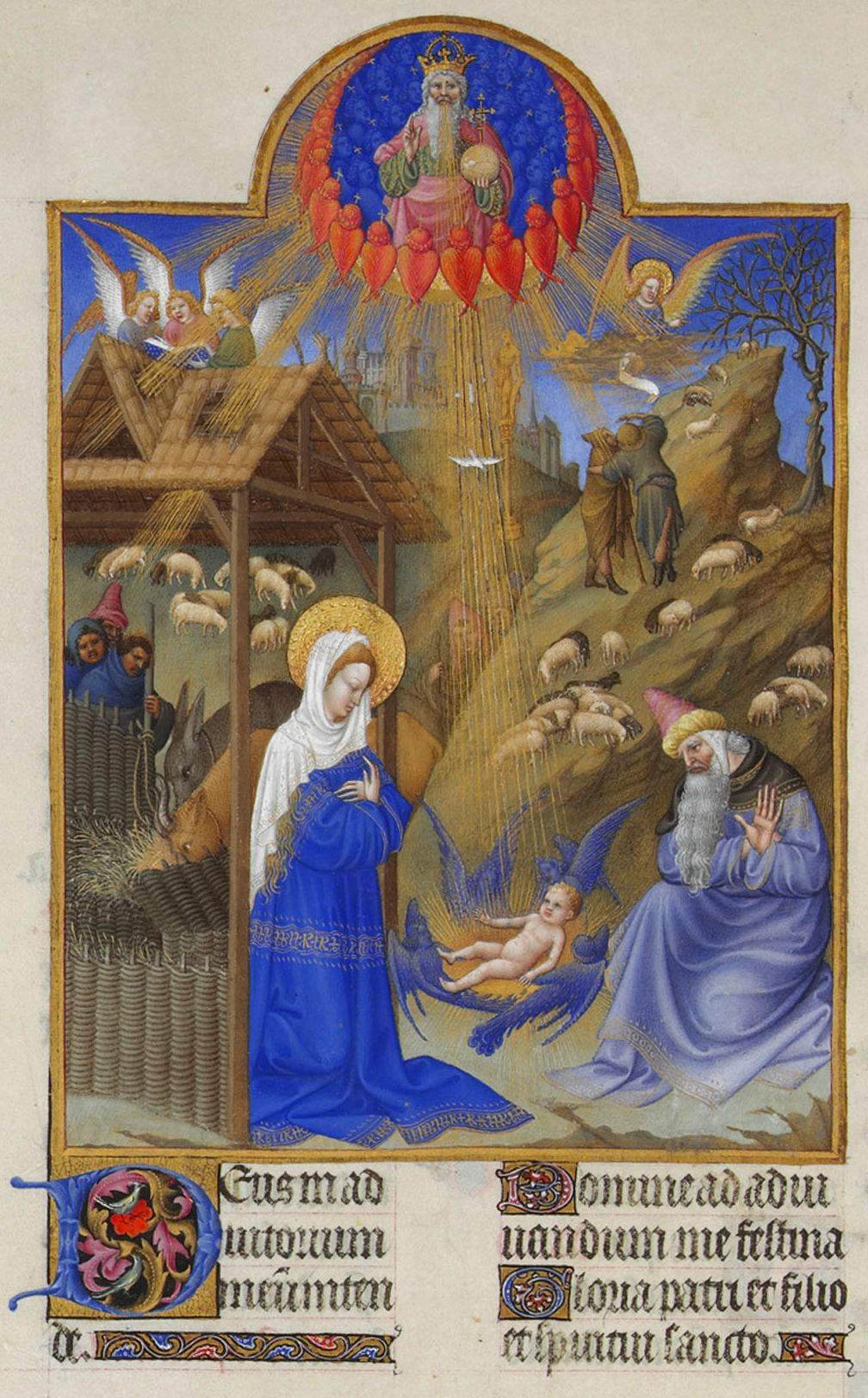
La Nativitat dels germans de Limburg amb la qual comparteix perspectiva i la ubicació dels àngels i dels pastors

Es representa el tema de la Nativitat de Jesús, l'episodi de la història de Jesús on es narra el seu naixement, les circumstàncies que varen portar als seus pares a estar a Betlem en el moment del part i la intervenció i difusió de la notícia per part dels àngels.
La història es narra a l'evangeli segons Lluc (Lluc 2:1-7) on s'explica com Maria i Josep s'havien desplaçat a Betlem per atendre a un edicte d'empadronament ordenat per Cèsar August quan la Mare de Déu es va posar de part. No havien pogut trobar cap allotjament i es varen instal·lar en un pessebre. Després del part, el Nen Jesús va ser faixat amb bolquers i dipositat en una menjadora per al bestiar. Els àngels presents per acompanyar al nou messies varen difondre la notícia.
El tractament que ha tingut en l'art ha evolucionat. Fins al segle xiv es presentava la Mare de Déu ajaguda en un llit i posteriorment apareix agenollada adorant l'infant o asseguda al seu costat. Sant Josep era inicialment representat com una figura secundària d'aspecte trist, si bé va evolucionar ocupant els gestos d'adoració de Maria. El Nen Jesús es representa jagut dins d'un cistell, sobre una menjadora plena de palla, sobre un llençol o sobre el mantell de Maria. Habitualment porta bolquers, si bé en aquest període se'l mostra despullat. Durant el Renaixement feia el gest de beneir. Els àngels cantant Gloria in Excelsis Deo varen començar a representar-se a partir del segle vi. El bou i l'ase es varen començar a representar a partir de l'any 343 i alguns estudiosos varen associar-los simbòlicament amb el judaisme (bou) i el paganisme (ase) interpretant el text d'Isaïes on diu «Un bou coneix el seu propietari, i un ase, l'estable del seu amo, però a mi, Israel no em coneix, el meu poble m'ignora».［Isaïes 1:3］

## Descripció de l'obra

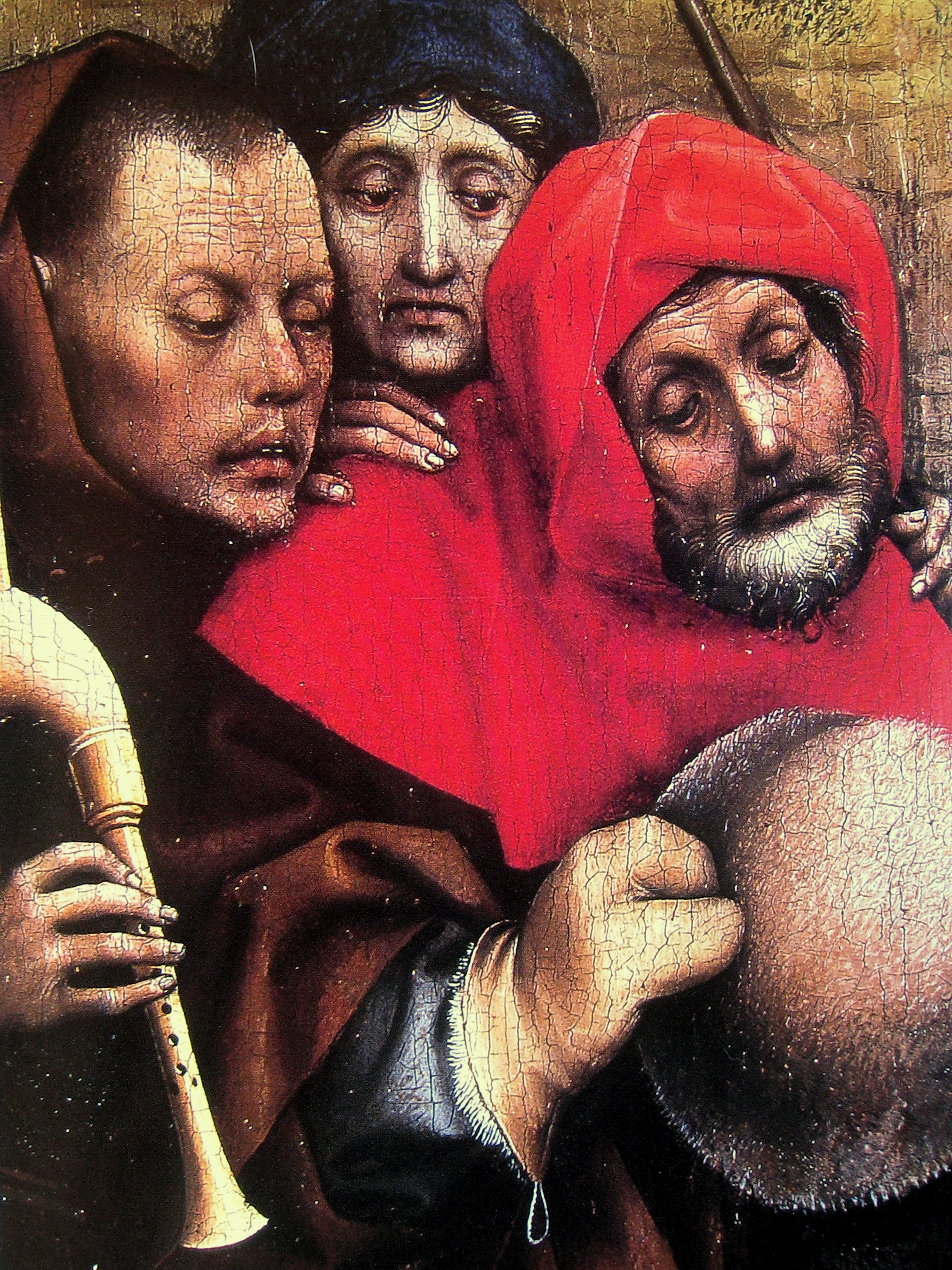
Detall dels pastors

Tot i que el tema central és la Nativitat, l'obra recull tres episodis diferents de la vida de Jesús: el mateix Naixement,［Lluc 2:5-7］ la llegenda de les llevadores descrita als evangelis apòcrifs, concretament al protoevangeli de Jaume, i l'adoració dels pastors.［Lluc 2:15-18］ Això fa que, a més dels personatges de la Sagrada Família, apareguin les dues llevadores Zelemi i Salomé, tres pastors i quatre àngels. Al fons, es veu un paisatge molt detallat amb una ciutat emmurallada al cim d'un pujol.
Tot i que el naixement va ser de nit, l'escena està captada a trenc d'alba, un simbolisme que relaciona el naixement de Jesús amb la llum que aclareix la foscor. Aquesta interpretació marca una diferència amb la pintura italiana de l'època.

## Anàlisi de l'obra
L'obra beu de les fonts de les miniatures francoflamenques d'estil italianitzant, especialment de la miniatura La Nativitat de la sèrie Les molt riques hores del Duc de Berry dels germans de Limburg. Amb ella comparteix la composició i ubicació obliqua de l'estable, els àngels que estan en igual disposició, tres a l'esquerra sobre la teulada i un altre a la dreta, així com els pastors que apareixen per la part de darrere.
Destaca la recerca d'una perspectiva amb una barraca molt oberta, tal com també va fer al Tríptic de Mérode amb una composició en una mena de capsa sense un dels seus costats. Amb aquests estratagemes aconseguia una perspectiva obliqua, com s'observa a La Mare de Déu davant la llar de foc (National Gallery de Londres).
El pessebre és una construcció no tan sols humil, sinó un xic ruïnosa, amb unes parets trencades que permeten veure el bou i l'ase girats d'esquena, un fet inusual, ja que la iconografia clàssica els situa envoltant l'infant i aportant-li escalfor amb el seu alè. Sobre la coberta de dos aiguavessos es troben suspesos tres àngels a l'esquerra i un quart es troba davant el pessebre i suspès sobre l'escena principal sostenint un missatge per a la llevadora Salomé escrit en un filacteri. És important el realisme que l'autor capta en els detalls, com per exemple la textura de la fusta del pilar del pessebre. A Campin no se li escapa la representació d'esquerdes, forats i un rebaix, mostra d'antics usos de la fusta. És un tractament que recorda a la creu del Martiri de Sant Dionisi de Jean Malouel El sostre del pessebre està fet amb manats de blat, un element que es relaciona amb l'Eucaristia en interpretar que la seva presència converteix el pessebre en la «casa del pa» (Behtlehem, en hebreu) i és mitjançant l'Eucaristia que Jesús esdevé el «pa de la vida». Aquesta iconografia tindria una influència al Retaule de Portinari de Van der Goes i a L'Adoració dels Mags de Van der Weyden.

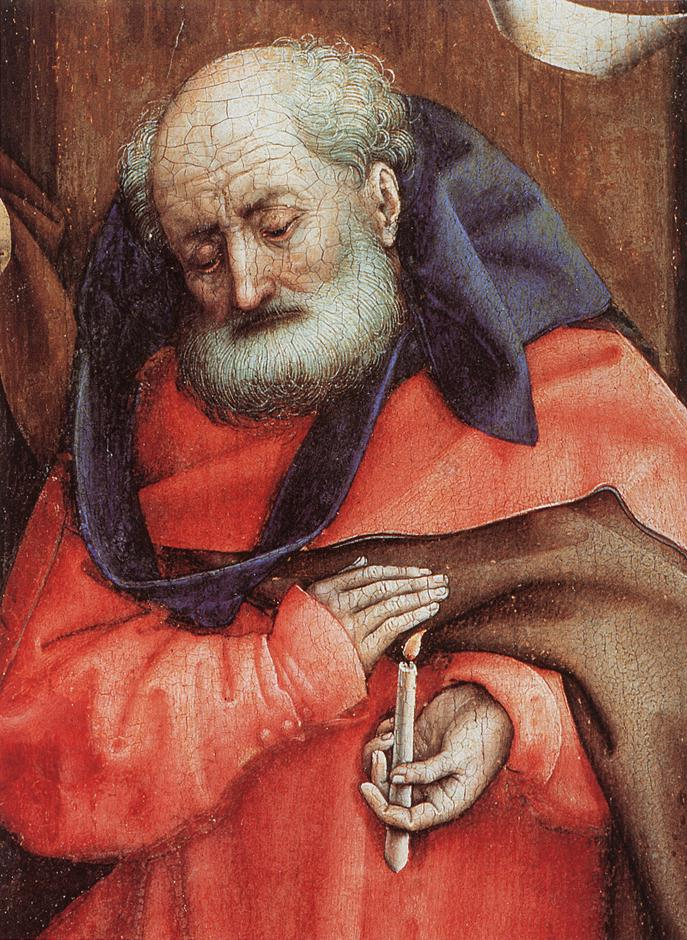
Sant Josep amb l'espelma de santa Brígida

La Mare de Déu està agenollada amb les mans alçades en un gest conegut com a expansis manibus i amb els ulls clucs. Porta una túnica blanca i un mantell d'igual color fistonejat amb un brodat d'or.
El Nen Jesús està estès directament sobre el terra als peus de Maria i llueix un nimbe corporal. En contra del que descriu l'evangeli de Lluc, aquí es mostra despullat coincidint amb les miniatures dels Germans de Limburg.
La seva nuesa i l'assistència dels àngels abillats amb diverses vestimentes de ministres d'una solemne missa major, el situen en el paper d'oficiant de la missa eterna en què sacrifica el seu propi cos. Els tres àngels de la part esquerra van vestits de color blau, verd i vermell. Els dos primers eren relacionats, durant l'edat mitjana, amb la suprema virtut de l'esperança, i el vermell amb la caritat. Una combinació que senyala directament a l'esperança de salvació amb la vinguda de Jesús i amb la seva caritat sacrificant-se per tota la humanitat.
Josep no és aquí un personatge secundari sinó un venerable ancià. Sosté en una mà una espelma que protegeix del vent amb l'altra mà, encara que sigui de dia, per a recordar a l'espectador que Jesús va néixer de nit i la foscor va deixar pas a la llum. Aquesta representació de Josep cal relacionar-la amb les revelacions de Santa Brígida de Suècia (s.XIV), on la santa se veia incorporada a l'escena i aportava una descripció detallada del part. En aquesta revelació apareix per primer cop la figura de l'espelma portada per Josep.

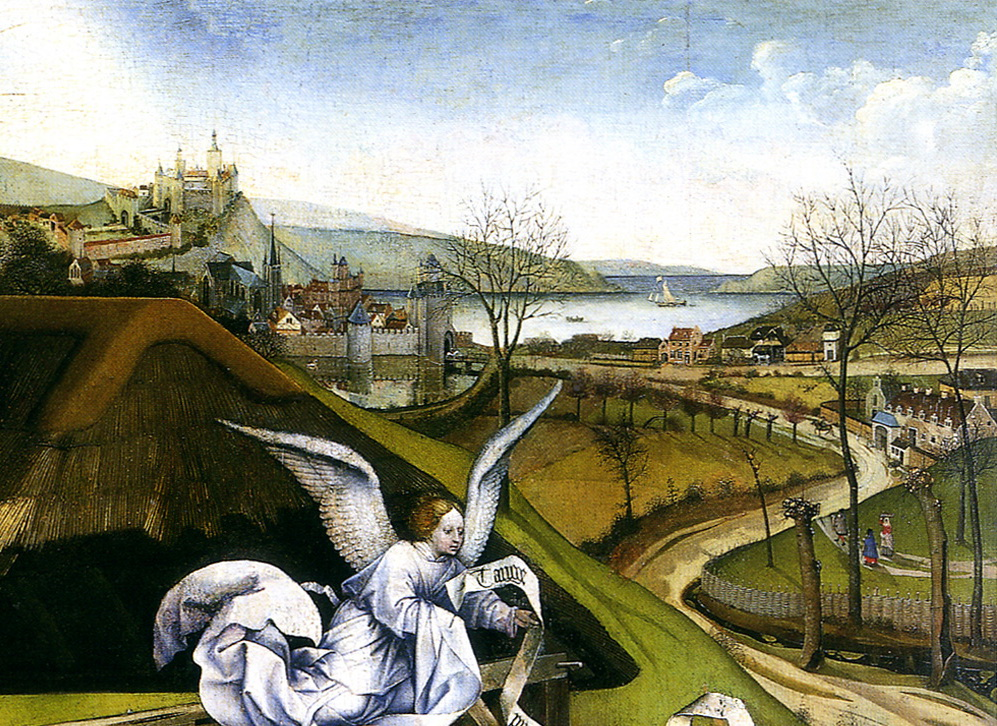
Paisatge del fons amb un treball amb molts detalls

El punt de vista de l'espectador està elevat del terra aportant una perspectiva més integral de l'escena. Això permet incorporar un extens paisatge darrere de l'escena principal. És, sens dubte, un element innovador que l'autor incorpora amb un intens treball dels detalls. Ocupa un espai petit, però Campin fa servir un camí zigzaguejant al costat d'un rierol que neix darrere de Salomé i porta cap a una ciutat emmurallada per aconseguir una guia visual que reclami l'atenció de l'espectador.
Al costat del camí es veuen salzes i altres arbres de gran alçada; un home i una dona vestits amb capes i acompanyats d'una camperola amb una cistella d'ous al cap, s'incorporen des d'un altre camí lateral que travessa un prat envoltat per una tanca d'estaques. Més endavant del camí es troba una gran casa de camp amb un pati envoltat d'alts murs, després un grupet de cases al costat d'un llac enclavat entre els turons i unes vinyes enfilades en un vessant, una altra referència a l'Eucaristia. A l'esquerra, al final del camí, es troba una ciutat emmurallada amb molts edificis esplèndids, per sobre de la qual s'observa un petit castell enfilat en un promontori rocós. El sol neix entre el cim de dues muntanyes i cal interpretar els seus raigs com un símbol de renovació i redempció —sol invictus. Campin no acostumava a fer servir la natura com a fons, si bé en aquesta imatge va demostrar ser un pintor sensible del paisatge, que va saber recollir no tan sols els detalls, sinó les subtileses de l'atmosfera, de la llum i de l'aire.
Les llevadores, Zelemi -d'esquena- i Salomé -de front-, són dues dones que apareixen descrites als Evangelis apòcrifs en un passatge en què Josep, veient que el part era imminent, surt a cercar ajuda i troba a Zelemi, li explica, i aquesta accedeix a acompanyar-lo; posteriorment es va incorporar Salomé. Aquests personatges ja es representaven a les pintures italianes on es mostraven banyant i vestint el Nen Jesús, una visió diferent de la que aquí es mostra.
Segons la llegenda àuria, Zelemi va veure clar des del primer moment que es tractava d'un nadó nascut sense pecat, si bé Salomé va dubtar fins que no li ho provessin. Credam quam probavero, tal com apareix a la filactèria que es desplega sobre el seu cap. En aquell mateix instant, se li va assecar la mà dreta, un fet que el pintor recull reflectint un gest de preocupació al seu rostre. L'àngel que hi ha sobre ella sosté una altra filactèria amb la frase que li va contestar a Salomé: Tange puerum et sanebris (toca el Nen i sanaràs), així ho va fer ella i va comprendre que la recuperació de la seva mà representava un miracle. Si els colors dels vestits del trio d'àngels estaven relacionats amb la salvació, aquest àngel va vestit de blanc en clara referència a la fe.